# ثقيف
ثقيف قبيلة عربية تقيم منذ ما قبل الإسلام وإلى اليوم في مدينة الطائف وما حولها غرب شبه الجزيرة العربية وهي إحدى قبائل قيس عيلان المعروفة بِالقبائل القيسية.

## النسب
اتفق النسابون على أن أم قسي بن منبه وهو ثقيف كانت: أميمة بنت سعد بن هذيل الهذلي، ويروى أن أم ثقيف وهي أميمة بنت سعد بن هذيل، فتزوجها منبه بن بكر بن هوازن. واختلف في نسب ثقيف على عدة أقوال منها:
- قيل أن ثقيف هم من بقايا ثمود البائدة.[9][10]
- وقيل من بني قسي بن النبيت بن منبه بن منصور بن يقدم بن أفصى بن دعمى بن إياد بن نزار بن معد بن عدنان.[11][12][13][13][14][15] واستشهدوا بقول أمية بن أبي الصلت:[11][11]

وقوله:

وقول ربيعة بن أمية بن أبي الصلت:
وهو القول الذي يميل اليه الحجاج بن يوسف الثقفي.
- وقيل من بني قَسِيّ بن مُنبّه بن بكر بن هوازن بن منصور بن عكرمة بن خَصفة بن قيس عيلان بن مضر بن نزار بن معد بن عدنان من فروع قبيلة هوازن إحدى القبائل القيسية [17][18][19][20][21][22]

واستشهدوا بحادثة سؤال عبد الملك بن مروان للحجاج بن يوسف الثقفي عن كونهم من قبيلة إياد ورد الحجاج عليه قائلا: «معاذ الله يا أمير المؤمنين نحن من قيس ثابتة أصولنا باسقة فروعنا يعرف ذلك قومنا» وقد قال شاعرنا أمية بن أبي الصلت الثقفي:
واستشهدوا كذلك بقول المغيرة بن شعبة: أما نحن فنحن من بكر بن هوازن.
واستشهدوا أيضا بمشاركة ثقيف لقبائل هوازن في:
- حرب الفجار قبل الإسلام، وكانت قيادة قيس عيلان في حرب الفجار إلى مسعود بن معتب الثقفي، ومن عادة العرب أنهم لا يولون عليهم في الحرب إلا من كان صريحاً في النسب وعلى قدرٍ عالي من الشرف والسيادة، وأما الحليف وإن بلغ من الشرف والسؤدد مبلغاً كبيراً؛ إلا أنه لا يتولى قيادة جيش حلفائه في الحروب.
- في معركة حنين سنة 8هـ وقفت ثقيف مع هوازن ضد النبي محمد صلى الله عليه وسلم.

## ثقيف والطائف
يروي ابن الأثير في الكامل قال «كانت أرض الطائف قديماً لعدوان بن عمرو بن قيس عيلان بن مضر فلما كثر بنو عامر بن صعصعة بن معاوية بن بكر بن هوازن غلبوهم على الطائف بعد قتال شديد وكان بنو عامر يصيفون بالطائف ويشتون بأرض نجد».
ويروي البكري في معجمه وياقوت في معجم البلدان أن ثقيف لما رحل عن وادي القرى إلى وج والتي سميت بعد ذلك بالطائف قابل رئيسها عامر بن الظرب العدواني وطلب منه تزويجه من ابنة له فولدت له ثلاثة أولاد هم عوف وجشم ودارس ثم ماتت فتزوج بأختها وتكاثر أولاد قسي (ثقيف) واشتدت شوكتهم بالطائف وكثرت عمارة وج ورمتهم العرب بالحسد وطمع فيهم من حولهم من القبائل وغزوهم فاستغاثوا بقبيلة بني عامر فلم يغيثوهم فأجمعوا على بناء حائط يكون حصناً لهم ولأرضهم سموه الطائف لإطافته بهم وقد جاء بنو عامر كما تعودوا ليأخذوا نصيبهم من إنتاج الأرض فامتنعت ثقيف عن إعطائهم شيء وجرت بين الطرفين معارك كانت الغلبة فيها لثقيف وتفردوا بالطائف والسيادة عليه ومما قال عم رسول الله أبو طالب بن عبد المطلب:
ويقول شاعر ثقيف أُميه بن أبي الصلت بن أبي ربيعة الثقفي:
الطائف بالإضافة إلى أهميتها فهي مدينة زراعية والزراعة كانت تعتبر الحرفة الأولى لثقيف وساعد اعتدال الجو وجودة التربة ووفرة المياه إلى قيام نشاط زراعي واسع فاشتهرت ثقيف بزراعة الفواكه المتعددة وأهمها العنب والرمان وغيرها كذلك عرفت ثقيف الصناعة بالأخص صناعة الجلود والدباغة والتجارة والحدادة. بالإضافة إلى التجارة التي نشطت بين أبناء ثقيف حيث أصبحوا يريدونَ بلاد فارس وبلاد الروم في رحلات عديدة لغرض التجارة، ومنها القصة الشهيرة لغيلان بن سلمة في وفادتة على كسرى لغرض التجارة.
وبذلك كونت ثقيف إحدى أول التجمعات الحضارية في التاريخ العربي، حيث اعتمدت على مكونات الحضارة الأساسية الصناعة والتجارة والزراعة بالإضافة لتربية المواشي والرعي الشيء الأساسي في ذلك الوقت.
هذة الأوضاع الاقتصادية جعلت من ثقيف أرغد العرب عيشاً كما وصفهم ياقوت
لما بلغت الطائف وثقيف هذا القدر من الأهمية أصبح هناك تنافس وتقارب مع مكة وقريش، حيث أصبح هناك ارتباط كبير بين القريتين والقبيلتين
لما لهم من مكانة في نفوس العرب، قال تعالى ﴿وَقَالُوا لَوْلَا نُزِّلَ هَذَا الْقُرْآنُ عَلَى رَجُلٍ مِنَ الْقَرْيَتَيْنِ عَظِيمٍ ۝٣١﴾ [الزخرف:31] فقد جاء في تفسير ابن كثير
وَقَالُوا " أَيْ كَالْمُعْتَرِضِينَ عَلَى الَّذِي أَنْزَلَهُ تَعَالَى وَتَقَدَّسَ " ﴿وَقَالُوا لَوْلَا نُزِّلَ هَذَا الْقُرْآنُ عَلَى رَجُلٍ مِنَ الْقَرْيَتَيْنِ عَظِيمٍ ۝٣١﴾ [الزخرف:31] " أَيْ هَلَّا كَانَ إِنْزَال هَذَا الْقُرْآن عَلَى رَجُل عَظِيم كَبِير فِي أَعْيُنهمْ مِنْ الْقَرْيَتَيْنِ؟ يَعْنُونَ مَكَّة وَالطَّائِف قَالَهُ اِبْن عَبَّاس رَضِيَ اللَّه عَنْهُمَا وَعِكْرِمَة وَمُحَمَّد بْن كَعْب الْقُرَظِيّ وَقَتَادَة وَالسُّدِّيّ وَابْن زَيْد وَقَدْ ذَكَرَ غَيْر وَاحِد مِنْهُمْ أَنَّهُمْ أَرَادُوا بِذَلِكَ الوليد بن المغيرة القرشي عروة بن مسعود الثقفي.

## مما قيل عن ثقيف
- روى جابر بن عبد الله الأنصاري في حرب الطائف: قالوا: «يا رسول الله، أحرقتنا نبال ثقيف، فادع الله عليهم». فقال الرسول: «اللهم اهد ثقيفا».[25]
- روى أبو هريرة أن النبي محمد قال: «إن فلانا أهدى إلي ناقة فعوضته منها ست بكرات فظل ساخطا ولقد هممت أن لا أقبل هدية إلا من قرشي أو أنصاري أو ثقفي أو دوسي».[26]
- عن جابر بن عبد الله الأنصاري أن ثقيف إذ بايعت اشترطت على النبي فسمع النبي محمد بعد ذلك يقول: «سيتصدقون ويجاهدون إذا أسلموا».[27]
- روي عن الخليفة عثمان بن عفان أنه قال: «اجعلوا المملِيَ من هذيل، والكاتبَ من ثقيف».[28]
- قال الشاعر الأديب أحمد الغزاوي :«ماتزال في ثقيف بقية من الذكاء الخارق والفصاحة النادرة وما أحسبهم إذا تعلموا إلا افذاذا عباقرة.»
- الشيخ محمد التميمي النجدي: «ثقيف ذي العرض العفيف إلا أن فارسهم في الهيجاء مخيف، وهم أشد أهل الحجاز امتناعاً عن الاستسلام.»

## إسلام ثقيف
كان في ثقيف من قبل قلة مسلمون وهم كانوا بالمدينة المنورة وأما الوفد من الطائف فلم يسلموا حتى سنة 9 هــ وذلك بعد غزوة حنين في الطائف.
جاء سيد ثقيف عروة بن مسعود الثقفي إلى رسول الله بعد مرجعه من غزوة الطائف في ذي العقدة سنة 8 هـ قبل أن يصل إلى المدينة، فأسلم عروة، ورجع إلى قومه، ودعاهم إلى الإسلام- وهو يظن أنهم يطيعونه؛ لأنه كان سيداً مطاعاً في قومه، وكان أحب إليهم من أبكارهم- فلما دعاهم إلى الإسلام رموه بالنبل من كل وجه حتى قتلوه، ثم أقاموا بعد قتله شهراً، ثم ائتمروا بينهم، ورؤوا أنه لا طاقة لهم بحرب من حولهم من العرب- الذين كانوا قد بايعوا وأسلموا- فأجمعوا أن يرسلوا رجلاً إلى رسول الله- -، فكلموا عبد ياليل بن عمرو، وعرضوا عليه ذلك فأبى، وخاف أن يصنعوا به إذا رجع مثل ما صنعوا بعروة، وقال: لست فاعلاً حتى ترسلوا معي رجالاً، فبعثوا معه رجلين من الأحلاف وثلاثة من بني مالك، فصاروا ستة فيهم عثمان بن العاص الثقفي، وكان أحدثهم سناً فلما قدموا على رسول الله- - ضرب عليهم قبة في ناحية المسجد، لكي يسمعوا القرآن، ويروا الناس إذ صلوا، ومكثوا يختلفون إلى رسول الله—وهو يدعوهم إلى الإسلام، حتى سأل رئيسهم أن يكتب لهم رسول الله- - قضية صلح بينه وبين ثقيف، يأذن لهم فيها بالزنا وشرب الخمور وأكل الربا، ويترك لهم طاغيتهم اللات، وأن يعفيهم من الصلاة، وألا يكسروا أصنامهم بأيديهم، فأبى رسول الله- - أن يقبل شيئاً من ذلك، فتشاوروا واستقر الرأي على الإسلام، فأسلموا، واشترطوا أن يتولى رسول الله- - هدم اللات، وأن ثقيفاً لا يهدمونه بأيديهم أبداً؛ فقبل ذلك، وكتب لهم كتاباً، وأمر عليهم عثمان بن أبي العاص الثقفي؛ لأنه كان أحرصهم على التفقه في الإسلام وتعلم الدين والقرآن؛ وذلك أن الوفد كانوا كل يوم يغدون إلى رسول الله- - ويخلفون عثمان بن أبي العاص في رحالهم، فإذا رجعوا وقالوا بالهاجرة عمد عثمان بن أبي العاص إلى رسول الله- - فاستقرأه القرآن، وسأله عن الدين، وإذا وجده نائماً عمد إلى أبي بكر لنفس الغرض، وكان من أعظم الناس بركة لقومه في زمن الردة، فإن ثقيفاً لما عزمت على الردة قال لهم: «يا معشر ثقيف كنتم أخر الناس إسلاماً، فلا تكونوا أول الناس ردة،» فامتنعوا على الردة، وثبتوا على الإسلام.ورجع الوفد إلى قومه فكتمهم الحقيقة، وخوفهم بالحرب والقتال، وأظهر الحزن والكآبة، وأن رسول الله- - سألهم الإسلام وترك الزنا والخمر والربا وغيرها وألا يقاتلهم، فأخذت ثقيفاً نخوة الجاهلية، فمكثوا يومين أو ثلاثة يريدون القتال، ثم ألقى الله في قلوبهم الرعب، وقالوا للوفد: ارجعوا إليه فأعطوه ما سأل، وحينئذٍ أبدى الوفد حقيقة الأمر، وأظهروا ما صالحوا عليه، فأسلمت ثقيف. وبعث رسول الله- - رجالاً لهدم اللات، وأمر عليهم خالد بن الوليد، فقام المغيرة بن شعبة، فأخذ الكرزين أي الفأس وقال لأصحابه: ولله لأضحكنكم من ثقيف، فضرب الفأس، ثم سقط يركض، فارتج أهل الطائف، وقالوا: أبعد الله المغيرة، قتلته الربة، فوثب المغيرة فقال: قبحكم الله، وإنما هي لكاع حجارة ومدر، ثم ضرب الباب فكسره، ثم علا أعلى أسوارها، وعلا الرجال فهدموها وسووها بالأرض حتى حفروا أساسها، وأخرجوا حليها ولباسها، فبهتت ثقيف، ورجع خالد مع مفرزته إلى رسول الله- سلم بحليها وكسوتها، فقسمه رسول الله- - من يومه، وحمد الله.

## كتاب الرسول إلى ثقيف
هذا نص كتاب رسول الله لقبيلة ثقيف.
قال أبو عبيد بن القاسم في كتاب الأموال صفحة 247 ووردت أيضاً هذه الوثيقة في كتاب الطائف (جغرافية وتاريخ) صفحة 53:
عن عروة ابن الزبير قال هذا كتاب رسول الله لثقيف :«بسم الله الرحمن الرحيم ــ هذا كتاب من محمد النبي رسول الله لثقيف، كتب أن لهم ذمة الله الذي لا إله إلا هو، وذمة محمد بن عبد الله النبي على ما كتب عليهم في هذه الصحيفة أن واديهم حرامٌ محرم لله كله: عضاهه وصيده وظلم فيه، وسرق فيه، أو إساءة. وثقيف أحق الناس به، ولا يعبر طائفهم ولا يدخله عليهم أحد من المسلمين يغلبهم عليه، وما شاءوا أحدثوا في طائفهم من بنيان أو سواه بوايدهم، لا يحشرون ولا يعشرون، ولا يستكرهون بمال ولا نفس، وهم أمة من المسلمين يتولجون ما شاءوا، وأين تولجوا ولجوا، وما كان لهم من أسير فهو لهم، هم أحق الناس به، حتى يفعلوا ما شاءوا وما كان لهم من دين في رهنٍ فبلغ أصله فإنه لواط "ربا" مبرأ من الله، وما كان في دينٍ في رهنٍ وراء عكاظ ــ فإنه يقضي إلى عكاظ برأسه، وما كان لثقيف من دينٍ في صحفهم اليوم الذي أسلموا عليه في الناس، فإنه لهم، وما كان لثقيف من وديعة في الناس، ومال، أو نفس غنمها موعدها، أو أضاعها إلا فإنها مؤداة. وما كان لثقيف من نفس غائبة أو مال فإن له من الأمن لشاهده، وما كان لهم من مال بلية، فإن له من الأمن مالهم بوج. وما كان لثقيف من حليف، أو تاجر فأسلم فإن له مثل قضية أمر ثقيف، وإن طعن طاعنٌ على ثقيف أو ظلمهم ظالم فإنه لا يطاع فيهم في مال ولا نفس وأن الرسول ينصرهم على من ظلمهم، والمؤمنين، ومن كرهوا أن يلج عليهم من الناس فإنه لا يلج عليهم، وأن السوق والبيع بأفنية البيوت، وأنه لا يؤمر عليهم إلا بعضهم على بعض: على بني مالك أميرهم وعلى الأحلاف أميرهم، وما سقت ثقيف من أعناب قريش فإن شطرها لمن سقاها وما كان لهم من دينٍ في رهنٍ لم يلط فإن وجد أهله قضاء قضوا وإن لم يجدوا فإنه إلى جمادى الأولى من كل عام قابل، فمن بلغ أجله فلم يقضه فلم يقضه فإنه فإنه قد لاطه وما كان لهم في الناس من دين فليس عليهم إلا رأسه، وما كان لهم من أسير باعه ربه، فإن له بيعه وما لم يبع فإن فيه ست قلائص».
وجاء عند العجيمي والميورقي أن كتاب الرسول لثقيف قد نهب في حرب الشريف قتادة بن ادريس لقبيلة الحمده في قرية لقيم التي احرق حصنها حاكم مكة آنذاك وفيه مشائخ ثقيف ومنهم حمدان العوفي الثقفي من عوف الأحلاف وذلك في 13 جمادى عام 613 هـ.

## فتوحات وقادة
تذكر المصادر في أخبار الردة ومنها ابن الأثير والطبري: «أنه لما مات الرسول صلى الله علية وسلم وسير أبو بكر جيش أسامه ارتدت العرب عامة وخاصة إلا قريشاً وثقيفاً». بل ساهمت واشتركت في حروب الردة بجانب المسلمين وساهمت بالقضاء على هذه الحركة ومن أمثلة المساهمة الثقفية في حروب الردة إرسال أبو بكر عثمان بن أبي العاص الثقفي إلى جموع المرتدين من الأزد وبجيلة وخثعم يقودهم حميضة بن النعمان وعلى أهل الطائف عثمان بن ربيعة الثقفي والتقى الجمعان وبعد قتال هزمت جموع المرتدين كذلك ساهمت قبيلة ثقيف ضد ردة اليمن الثانية فاشتركت ثقيف في جيش المهاجر بن أبي أمية الثقفي والذي خرج لمحاربة المرتدين فخرج على أهل الطائف عبد الرحمن بن أبي العاص الثقفي فاستطاع هذا الجيش الإسلامي هزيمة المرتدين وفي ردة حضرموت وكندة ساهمت ثقيف بقائدها المغيرة بن شعبة الثقفي وفي ردة البحرين استشهد من ثقيف حبيب بن أسيد بن جارية الثقفي في اليمامة وكذلك أخوه حيي بن جارية الثقفي وأبو صفية المهاجر الثقفي وغيرهم. كذلك ممن ساهم من ثقيف ضد المرتدين مالك بن عمرو الثقفي بعثه أبو بكر إلى مسيلمة الكذاب لنصحه وإقناعه ودعوته إلى الإسلام لكنه غضب فأراد قتله ولكنه هرب ولم يمكن فيه.
- اشترك المغيرة بن شعبة الثقفي في معركة اليرموك وقد أصيبت عينه في المعركة. واستخدم عبد الله بن مسعود بن متعب الثقفي على قيادة أحد الكراديس الحربية التي اشتركت في المعركة وأغلب جنوده كانوا من أفراد قبيلته ثقيف. ويذكر الطبري وابن الأثير أن عبد الله بن مسعود الثقفي كان على الأقباض، أي على ما جمع من الغنائم، واستشهد نافع بن غيلان بن سلمة الثقفي في دومة الجندل مع من شهده من ثقيف وكان ومن معه من ضمن جيش خالد بن الوليد وقد بكاه أبوه غيلان كثيرا وجزع عليه. وتوفي عامر بن غيلان الثقفي في طاعون عمواس وكان هو وأخوه عمار قد التحقا بجيش خالد المتجه إلى الشام، وكان عمر فارس ثقيف يومئذ، وقد رثاه أبو غيلان في موته.
- اشتركت ثقيف أفراد وجماعات، مع جند الإسلام الذي حارب في فتح العراق. منهم أبو عبيد بن مسعود الثقفي، وكان أبو عبيد الثقفي أول من انتدب للحرب من قبل الخليفة عمر بن الخطاب – – بعد أن دعا عمر لهذه الحرب في اليوم الرابع من خلافته سنة 13 للهجرة ثم تتابع الناس معه حتى بلغ ألف رجل من المدينة وما حولها، أكثرهم من ثقيف، وقد خرج أبو عبيد مع أهله ثقيف في هذا الجمع من المسلمين. وقد هزم جيش الفرس في صحراء (ملس) التابعة لكسكر، وغنم كثيرا، وغنم كثيرا من الغنائم واستولى على خزائن (نرسي) وهو ابن خالة كسرى وأخذ من أهلها الجزية. ثم هزم الجالينوس في بباقسياثا من أعمال باروسما واستولى على تلك البلاد ثم ارتحل حتى قدم الحيرة.
- بانتصارات أبو عبيد الثقفي على الفرس غضب رستم، قائد الجيش، فجهز جيشا كبيرا أشرك فيه بهمن جاذويه والجالينوس نفسه فكانت معركة الجسر التي قتل فيها أبو عبيد الثقفي بعد أن داسه الفيل وبرك عليه. ثم قتلت الفيلة سبعة من المحاربين الأشداء وكلهم من ثقيف وهم القادة الذين أوصى بهم أبو عبيد قبل وفاته وهم (أبو الحكم بن حبيب بن ربيعه بن عمرو بن عمير الثقفي ،والحكم بن مسعود أخو أبي عبيد الثقفي وابنه جبر بن الحكم بن مسعود الثقفي، وأوس بن أوس بن عتيك الثقفي، وأخوه ثابت بن عتيك الثقفي) حتى أخذ الراية المثنى بن حارثة وانسحب بالناس. وفي غمرة هذه الأحداث قطع عبد الله بن مرثد الثقفي الجسر على المسلمين، قائلا: أيها الناس، موتوا على مامات عليه أمراؤكم أو تظفروا. ومن الذين أبلوا في المعركة واتصف بالشجاعة والإقدام أبو محجن الثقفي الذي هاجم الفيلة وضرب أحدها وقطع رجله، وكان رجلا لا يهاب الموت في سبيل الله والعقيدة أما من قتل في معركة الجسر من ثقيف فهم أبو عبيد بن مسعود الثقفي وأبو الحكم بن حبيب بن ربيعه بن عمرو بن عمير الثقفي، والحكم بن مسعود أخو أبي عبيد الثقفي وابنه جبر بن الحكم بن مسعود الثقفي، وأوس بن أوس بن عتيك الثقفي، وأخوه ثابت بن عتيك الثقفي، لقد قاتل هؤلاء قتالا كبيرا، إخلاصا لله والدين ولم يكن هؤلاء فقط، بل استمات الثقفيون في المعركة واستشهد منهم عدد كبير بلغ 300 مقاتل ثقفي كان منهم 80 رجلاً قد خضبوا الشيب كما ذكر ذلك ابن حجر في كتابه الإصابة في تمييز الصحابة عند ترجمته لأبو الحكم بن حبيب. وكانت وقعة الجسر يوم السبت في آخر شهر رمضان سنة ثلاث عشرة.
- ساهمت قبيلة ثقيف واشتركت في فتوح البصرة مع عتبة بن غزوان الثقفي في سنة أربع عشرة فشهدت فتح الأبلة بعد شهر من وصولهم إلى البصرة برجالها: أبي بكرة الثقفي الذي قتل ستة رجال من الكفار ونافع بن الحارث الثقفي الذي قتل تسعة والمغيرة بن شعبة الثقفي وربيعة بن كلدة بن أبي الصلت الثقفي، وبعد الفتح بعث نافع بن الحارث بن كلدة الثقفي إلى الخلفية يعلمه بالفتح ويبشره بالانتصار، وهذا يدل على ما لنافع بن الحارث من أهمية ومركز في جيش عتبة بن غزوان وقت ذاك. أما غنائم الأبلة فبلغت ستمائة درهم، وقد تولى زياد بن أبيه الثقفي، وهو يومها ابن أربع عشرة سنة تقسيمها لأنه كان يعرف القراءة والحساب، لقاء درهمين عن كل يوم يعمل فيه.
- لم تقتصر مشاركة أبي محجن الثقفي على حرب الجسر فقط، بل شارك مشاركة فعالة في معركة القادسية، وكان يومها مسجونا في قصر سعد لشربه الخمر، فلما التحم الجمعان ورأى أبو محجن ذلك وهو ينظر من قصر العذيب الذي كان مسجونا فيه:

وبذلك تاقت نفسه للحرب وروحه للتضحية والفداء وعز عليه أن لا يشارك المسلمين في حربهم ضد الأعداء، فكلم سلمى التي مسجونا عندها وهي أم ولد سعد بن أبي وقاص وطلب منها إطلاق سراحه ووعدها بعهد الله وميثاقه أن يعود إلى سجنه بعد الحرب، فأطلقت سراحه وأعطته فرس سعد، فشد على الأعداء وسعد ينظر لا يدري من هو المحارب. وبعد القتال وهزيمة جموع الفرس عاد أبو محجن إلى سجنه وعندما علم سعد به وبإخلاصه وتضحيته وشجاعته أطلق سراحه من السجن.
اشترك الثقفيون في جيش عمرو بن العاص في فتح مصر وكان ذلك سنة عشرين للهجرة وشاركوا فيها مشاركة فعالة، منهم حبيب بن أوس الثقفي الذي اختط دارا لثقيف ضمن خطط القبائل الأخرى، فقد كانت خطة أهل الراية من قريش والأنصار وثقيف وغيرها من القبائل، وسميت دار ثقيف بدار أبي عرابة الثقفي، وكان حبيب بن أوس الثقفي سيد ثقيف في جيش عمرو بن العاص، وعليه نزل يوسف بن الحكم الثقفي ومعه ابنه الحجاج أثناء قدومهما مع مروان بن الحكم إلى مصر. وكانت دار بني ثقيف هناك في منطقة يقال لها منطقة السراجين
- ساهم عثمان بن أبي العاص الثقفي في فتح الجزيرة وأرمينية وأخذ من أهلها الجزية، وكان ذلك سنة 23 للهجرة. ويذكر البلاذري أن عثمان بن أبي العاص الثقفي ساهم في فتح فارس بعد أن عبر البحر ونزل «توج» ففتحها وبنى فيها المساجد وجعلها دارا للمسلمين وأسكن فيها بني عبد القيس وغيرهم، واتخذوها قاعدة للانطلاق والإغارة على أرجان والمدن الأخرى، وكان ذلك سنة 13 للهجرة على عهد أبي بكر وكذلك ساهم في فتوح كازون والنوبندجان وهما من أعمال سابور، وكذلك ساهم مع أبي موسى الأشعري في فتح أرجان وصالح أهلها على الجزية والخراج.
- استشهد في فتح طبرستان محمد بن الحكم بن أبي عقيل الثقفي. أما في فتح خراسان فقد اشترك عبد الله بن عقيل الثقفي في هذا الفتح. وكذلك ممن اشترك من الثقفيين مع جند الإسلام جبير بن حية بن مسعود الثقفي ابن عم المغيرة بن شعبة الثقفي، وكان معلما للقرآن الكريم ثم كاتبا في الديوان في عهد عمر بن الخطاب ثم ولي أصبهان في عهد زياد بن أبية الثقفي ولم يمت إلا في عهد عبد الملك بن مروان ومن هذا كله يتبين لما دور ثقيف في حركة الفتوح ومساهمتها فيها مساهمة فعالة، سواء في الشمال أو الجنوب أو الشرق أو الغرب في شبه جزيرة العرب وخارجها.
- وقع اختيار الحجاج بن يوسف الثقفي على الشاب اليافع محمد بن القاسم الثقفي لقياده الجيش المتوجه إلى بلاد السند الواقعة حاليا في باكستان واطراف الهند ففتحها وتجاوزها.

## أعلام ثقيف
- عروة بن مسعود الثقفي (عظيم القريتين)
- أمية بن أبي الصلت الثقفي (من شعراء العرب في الجاهلية)
- غيلان بن سلمة الثقفي (من شعراء الجاهلية والإسلام)
- أبو محجن الثقفي (من شعراء وفرسان الإسلام)
- عثمان بن أبي العاص الثقفي (صحابي ولي الطائف وله فتوح في بلاد فارس)
- المغيرة بن شعبة الثقفي (من دهاة العرب ووالي في العصر الأموي)
- الحارث بن كلدة الثقفي (طبيب العرب)
- أبو عبيد بن مسعود الثقفي (قاد الجيش الإسلامي في معركة الجسر وفيها استشهد)
- المختار الثقفي (قتال عاملين واقعة كربلاء)
- محمد بن القاسم الثقفي (فاتح السند وأجزاء من الهند)
- عبد الوهاب الثقفي
- الحجاج بن يوسف الثقفي (حاكم العراق أثناء العهد الأموي)
- الحر بن عبد الرحمن الثقفي (رابع والي في الأندلس وأول من غزا جنوب فرنسا)
- السائب بن الاقرع الثقفي (والي اصبهان)
- مالك بن عمرو الثقفي (من خطباء ثقيف وشعرائها)
- جبر بن حيه بن مسعود الثقفي (شهد الفتوحات في عهد عمر وكان يعلم الصبيان القتال وولاة زياد اصبهان وعظم شأنه)
- هبيرة بن شبيل بن العجلان الثقفي (استخلفه النبي على مكة حين ذهب الى الطائف)
- عمرو بن أمية بن وهب الثقفي (أول من فسر تساقط النجوم عند البعثة النبوية)
- نفيع بن الحارث الثقفي (من موالي ثقيف وفقهاء الصحابة والامرين بالمعروف)
- موسى بن يعقوب بن محمد بن شيبان الثقفي (أول قاضي عربي بعد فتح السند)
- عطاء بن أبي صيفي الثقفي
- عاصم بن مسلم الثقفي (أول من عبر النهر بقرطبة من جيش عبد الرحمن الداخل)
- المغيرة بن الأخنس بن شريق الثقفي (أول من برز لقتال محاصري عثمان بن عفان)
- شرحبيل بن غيلان الثقفي (من وجههاء وعقلاء ثقيف)
- القاسم بن أمية بن أبي صلت الثقفي (كان من شعراء ثقيف)
- نافع بن الحارث بن الكلده الثقفي (أول من بنى دار بالبصرة وأول من اتخذ رباط بالبصرة)
- البراء بن قبيصة الثقفي
- عثمان بن ربيعة الثقفي (من شجعان ثقيف وقاداتها)
- خفاف بن نضلة بن عمرو بن بهدلة الثقفي (من شعراء ثقيف)
- أسيد بن جارية بن أسيد الثقفي (أسلم يوم فتح مكة وشهد حنين)
- أوس بن أوس بن عتيك الثقفي ( شهد معركة الجسر )
- عبد يا ليل بن عمرو بن عمير الثقفي (من عظماء ثقيف ووجوهها في الجاهلية والإسلام)
- الحكم بن أبي العاص الثقفي (وولاه أخوة عثمان ولاية البحرين وافتتح فتوحا كثيرة)
- عبدالله بن أبي عقيل الثقفي (كان شجاعا حازما)
- عمرو بن مسعود بن معتب الثقفي (كان من شعراء ثقيف)
- الحكم بن مسعود بن عمرو الثقفي (شهد وقعه الجسر واستشهد بها)
- أوس بن حذيفة الثقفي ( صحابي )
- حبيب بن أوس الثقفي (سيد ثقيف في جيش عمرو بن العاص)
- يزيد ابن ابي مسلم الثقفي (من موالي الحجاج بن يوسف وكاتبه وقائد الشرطة في امارته)

## فروع ثقيف قديما
كان لثقيف من الأبناء:
| 1. عوف بن ثقيف 2. جشم بن ثقيف 3. دارس بن ثقيف 4. ناصرة بن ثقيف |

- وأشهر بطون ثقيف قديما:
- أ. بنو عوف بن ثقيف (عوف الأحلاف) ومنهم:
- بنو غيرة بن عوف بن ثقيف. وامهم قلابة بنت صبح بن صاهلة الهذلية من هذيل
- بنو سعد بن عوف بن ثقيف. وامهم خالدة بنت عوف بن نصر النصرية من بني نصر

###### فروعهم
| - بنو معتب بن مالك بن كعب بن عمرو بن سعد بن عوف بن ثقيف - بنو عتاب بن مالك بن كعب بن عمرو بن سعد بن عوف بن ثقيف | - بنو عقدة بن غيرة بن عوف بن ثقيف - بنو عبد العزى بن غيرة بن عوف بن ثقيف |

- ب. بنو جشم بن ثقيف ومنهم:

| - بنو الحارث بن مالك بن حطيط بن جشم بن ثقيف - بنو يسار بن مالك بن حطيط بن جشم بن ثقيف | - بنو سالم بن مالك بن حطيط بن جشم بن ثقيف - بنو غاضرة بن حطيط بن جشم بن ثقيف |

وقد انضم بنو غاضرة إلى عوف الأحلاف.

## فروع ثقيف حديثا

### طُوَيْرِق (الطويرقي):
بلادهم غرب الطائف في وادي المَحْرَم، إلى وادي تُضَاع، والكُفْوِ الأسفل غرباً. ومنهم:
| - الدهاهين - الجعيدات - الصفارين - الخصافين - الزحارية - الفضل - الروسان - التراكية - الغرايين - البراكتة | - الكلبة - العبدة - الظفارين - الحمران - ذو خليق - النهدة - الزمته |

### بنو سفيان(السفياني):
ديارهم في سَراة الطائف، وتعرف بشفا بني سُفْيان ويشاركون قبيلة هذيل في الشفا، وكذلك شفا بني عُمَر ومنهم:
| - آل حجه من آل شريف ومنهم: - آل حسين - آل حمود - آل حمّور - أل أبو الظهير - آل منيف - آل أبو الروس | - آل ساعد من آل شريف ومنهم: - آل منصور - آل عبيد - آل حسن - آل عائش - السواعدة ومنهم: - آل سراج - آل عطيه - آل عليا - آل حرجل الحراجلة ويقال أنهم بالأصل من بني بكر بن عبد مناة من قبيلة كنانة. | - بني عمر ومنهم: - الخضرة - آل تميم - العسران |

### الحمدة(الحميدي):
في وادي لُقَيم ونواحيه من أودية الطائف وأهل قرية المُلَيْسَاء بالطائف ومنهم:
| - الزربات - العرافية - الزواهر - العقلان - القواسم - ذوي هندي |

### النُّمُورِ (النمري):
في وادي المحرم والدار البيضاء بقرب الهدا وفي الهدا وادي الحجران ووادي الخولة واللمظه ووادي الغربة ووادي الكمل ووادي البني ووادي المغاربة بالقرب من الطائف. ومنهم:
| - أهل وادي المحرم:- - الخضرة - اللواميه | - أهل الدار البيضاء:- - آل حميد - البعارطه - آل خضر - الزنان - آل حربي - آل سلطان - المصارية - المشاييخ | - أهل الهدا:- - الكمال - اللمضة - الخولة - الحجران - البني - الغربة - المغاربة |

### بَنُو سَالِمٍ (السالمي):
في أعالي لِيَّة وجنوبه في السَراة. ومنهم:
| - الأحوى - آل أحمد - الجرادات - آل مخضور - آل نافع | - آل زيد - آل عمرين - الحوتة - العصابية - العياسي |

### عوف (العوفي):
في وادي لِيَّة، وتسمى قراهم بأسماء أفخاذهم ومنها ذوي هادي وابن حسَّان، والغُنَّم والشُعْبَة وسويد. ومنهم:
| - القفاعيه - الغُنّم - ذوي جلال |

### ترعة ثقيف:
في وادي تُرْعَة: موضع شرق جنوب الطائف، يضافون إليه فرع فيقال: ثَقِيْف تُرْعَة ، لوقوع بلادهم في جنوب بلاد ثَقِيْف. ويحدها قبيلة بني مالك ومنهم:
| - بَنُو جاهل: - المِغـَدة - الحمدة - آل مسعود - الغثاورة - الأحلاف | - النُّدبة: - آل يعلي - ال عابد - آل محمد - ال مسروح - البردة الشرمان ال معلا ال فلاح - بني ذبيان ال بكر | - بَنُو يُوْسف: - المجاردة - العسلة - البقمه - الفرعين |